# Matsugasaki (métro de Kyoto)
Matsugasaki (松ヶ崎駅, Matsugasaki-eki) est une station du métro de Kyoto sur la ligne Karasuma dans l'arrondissement de Sakyō à Kyoto.

## Situation sur le réseau
La station Matsugasaki est située au point kilométrique (PK) 1,6 de la ligne Karasuma.

## Histoire
La station a été inaugurée le 3 juin 1997.

## Services aux voyageurs

### Accès et accueil
La station est ouverte tous les jours.

### Desserte
- Ligne Karasuma :
  - voie 1 : direction Takeda (interconnexion avec la ligne Kintetsu Kyoto pour Nara)
  - voie 2 : direction Kokusaikaikan